# Consiglio dei Politecnici Federali
Il Consiglio dei Politecnici Federali (in inglese: Board of the Swiss Federal Institutes of Technology; in tedesco: Rat der Eidgenössischen Technischen Hochschulen; in francese: Conseil des écoles polytechniques fédérales) è l'organismo nominato dal Consiglio Federale Svizzero per la gestione del Dominio degli Istituti di Tecnologia della Confederazione Elevetica, del quale sono membri il Politecnico di Losanna e il Politecnico di Zurigo.
Esso determina l'indirizzo strategica del dominio e ripartisce il budget stanziato al Governo federale alle sei istituzioni di appartenenza. Inoltre, garantisce la necessaria capacità di gestione esecutiva, sottopone al voto del Consiglio federale la rosa dei candidati alla carica di presidenti e direttori delle sei istituzioni, nomina i cattedratici delle scuole di Losanna e di Zurigo.
Nel perseguimento della sua visione, il Board dell'ETH dedica le sue energie alla promozione dell'eccellenza del dominio ETH, affrontando questioni sia interne che esterne, e promuovendo la sua reputazione internazionale. Incoraggia inoltre il dialogo tra studenti, docenti, ricercatori, società in generale, mondo degli affari e governo.